# 边琼
边琼（1995年12月7日—），笔名水波依诗，女，汉族，当代作家、诗人，出生于内蒙古乌兰察布市。2011年入读中国药科大学；2015年免试入中国医药工业研究总院攻读硕士研究生。现任中国大学生文学联合会秘书长。

## 生平
边琼，笔名水波依诗，中国药科大学在读。7岁写作，12岁开始发表诗文，其发表作品散见台湾《紫丁香诗刊》、《星星》、《诗潮》、《诗林》、《诗选刊》、《散文诗》、《中国青年报》、《新民晚报》、《北京青年报》、《时代快报》、《江南时报》、《意林》少年版、《意林》文汇、《当代学生》、《小说界》、《全国青少年网络作文大赛精选》、《中国散文精选300篇》，《安徽青年报》等，已出版个人文集《少年伊辰》。
2011年獲聘为中国大学生文学联合会秘书长。2012年榮任「中国大学生年度人物」候选人，並成為「2012江苏省大学生年度人物」“创之梦”主講人之一。
2012年7月1日中国大学生文学联合会秘书长提名为有代表性的作家参加2012年全国散文作家论坛征文大赛，参赛作品《美之剪影》亦获一等奖。
2012年8月2日入选《时代邮刊》人物。2013年7月21日文集《少年伊辰》获第十四届中国少年作家杯高中组一等奖。同年11月29日《给时光以生命》刊载于《中国青年报》
2014年8月13日《北京青年报》刊载了“围观录取通知书，你的通知书是那种范儿？”，新生入学须知更是以一首原创诗歌《九月吟》作为封面寄语，是大三学姐边琼送给学弟学妹的见面礼，这首曾发表于药大校刊。诗中描写的正是边琼从内蒙古老家初入大学校园时的心情，“迷惘、彷徨，不知所措，但是对未来的生活充满希望。”报刊发表当日多家主流媒体竞相报道即新浪网，腾讯网、搜狐网 、凤凰网、人民网、新华网, 光明网、中国广播网，环球网 等，还有全国60多家主流媒体竞相报道，传递喜讯。
2015年4月26日深圳晚报第A02开眼刊发了入围百强排行榜前19名作家的作品。

## 主要作品
- 2007年 《“可怕”的经验》-摘自《红蕾·教育文摘》 [22]
- 2007年 《错过的美丽》-摘自《诗选刊》[23]
- 2008年 《执念》-摘自《意林·少年版》[24]
- 2008年 《让我们将悲伤轻轻流放》-摘自《小小说月刊》[25]
- 2008年 《小孩不笨》-摘自《红蕾教育文摘》[22]
- 2008年 《幸福宝典》-《红蕾·教育文摘》[22]
- 2008年 《救赎》-摘自《芙蓉》[26]
- 2008年 《自语》-摘自《散文诗》[27]
- 2008年 《彼岸》-摘自《散文诗》[27]
- 2008年 《木偶》-摘自《诗林》[28]
- 2008年 《过路人》-摘自《散文诗》[27]
- 2009年 《美之剪影》-摘自《少年博览》[29]
- 2009年 《长夜未央》-摘自《小说界》[30]
- 2009年 《她只是寂寞》散文-摘自《中国散文精选100家》
- 2010年 《论“金钱是万恶之源”》-摘自《意林·文汇》[31]
- 2010年 《天堂鸟·捣桂兔》-摘自《新青年》[32]
- 2010年 《藏地圣赞》-摘自《中国文学家园》[33]
- 2010年 《针刺灼》-摘自“中国原创音乐基地”[34]
- 2010年 《别离》-摘自《星星诗刊》[35]
- 2011年 《党赞》-摘自《星星诗刊》[36]
- 2011年 《一朵永开不败的花》-摘自《安徽青年报》[37]
- 2011年 《凤凰涅槃》-摘自《青年博览》[38]
- 2011年 《灰裂》-摘自“文新传媒滚动新闻”[39]
- 2012年 《一米阳光》-摘自《安徽青年报》[40]
- 2012年 《少年伊辰》著作-摘自“北京丛书网”[41]
- 2013年 《简单》散文-摘自《穆棱河文学》
- 2013年 《盛产“学霸”的药大》-摘自“中国知网”[42]
- 2013年 《夏花（demo）》-摘自“中国原创音乐基地”[43]
- 2013年 《山鬼（demo）》-摘自“中国原创音乐基地”[44]
- 2013年 《祭祖》-摘自“中国青年作家网”[45]
- 2013年 《给时光以生命》-摘自《中国青年报》[46]
- 2014年 《九月吟》-摘自《北京青年报》[47]
- 2014年《当我背起行囊》-摘自《现代快报》[48]

## 其他获奖记录
- 2012年11月，江苏省学生联合会主办的2012年度 “我的青春故事”大学生成长故事会上边琼被评为“文学之星”[49]。
- 2013年12月，诗品《初诞·惊蜕》荣获“伟人颂·中国梦”全国诗文书画摄影大赛一等奖[50]。